# Ministry of Māori Development
Das Ministry of Māori Development (māori: Te Puni Kōkiri) (TPK), (deutsch: Ministerium für Maori-Entwicklung) ist ein Public Services Department (Amt der öffentlichen Dienste) der neuseeländischen Regierung, das zur Aufgabe hat, Bildung, Ausbildung, Beschäftigung, Gesundheit und ökonomische Ressourcen für Māori zu entwickeln und alle Bereiche, die Dienstleistungen für Māori anbieten, dahingehend zu überwachen und vermittelnd einzugreifen, damit auch für die maorische Bevölkerung in Neuseeland eine adäquate staatliche Dienstleistung gewährleistet werden kann.
Das Ministry of Māori Development untersteht dem Minister of Māori Development. Das Amt wird seit der Legislaturperiode November 2023 von Tama Potaka von der New Zealand National Party ausgefüllt.

## Geschichte
Mit der Vertragsunterzeichnung des Treaty of Waitangi am 6. Februar 1840 richtete William Hobson, erster Gouverneur von Neuseeland, auf Anweisung des Secretary of State for the Colonies das Protectorate Department ein. Dieses Department existierte in seiner Form bis 1846 und hatte die Aufgabe, sich als der Beschützer der Natives – wie die Kolonialherren die Māori nannten – um die sozialen, religiösen und intellektuellen Belange der Māori zu kümmern. Diese Sichtweise änderte sich, als 1845 George Edward Grey Gouverneur wurde. Er setzte sich in seinen zwei Amtsperioden (1845–1853 und 1861–1868) für die Integration und Beteiligung der Māori am Staatswesen ein. Mit der Schaffung des Native Department wurde das Schulsystem mit den sogenannten Native Schools ausgebaut und die medizinische Versorgung verbessert. 1867 wurden erstmals vier Parlamentssitze für Māori zur Verfügung gestellt, dies allerdings mit dem Hintergrund, die politische und militärische Unabhängigkeit der Māori-Chiefs zu beenden.
Im Dezember 1899 wurde James Carroll Minister of Native Affairs und war damit der erste maoristämmige Minister der verantwortlich für das Native Department zeichnete. 1947 wurde das Department zeitgleich mit anderen Umstrukturierungen in das Department of Māori Affairs umbenannt.
Mit dem Ministry of Māori Development Act 1991 wurde das frühere Ministry of Māori Affairs (deutsch: Ministerium für Maori Angelegenheiten) und die Iwi Transition Agency (deutsch: Stamm-Übergangs-Behörde), welche erst mit dem Māori Affairs Restructuring Act 1989 geschaffen wurde, mit Wirkung zum 1. Januar 1992 aufgelöst und dessen Dienste in das neu geschaffene Ministry of Māori Development integriert.